# Rhionaeschna manni
Rhionaeschna manni là loài chuồn chuồn trong họ Aeshnidae. Loài này được Williamson & Williamson mô tả khoa học đầu tiên năm 1930.